# Elasmoscelis mpazensis
Elasmoscelis mpazensis är en insektsart som beskrevs av Synave 1962. Elasmoscelis mpazensis ingår i släktet Elasmoscelis och familjen Lophopidae. Inga underarter finns listade i Catalogue of Life.